# Nana (mangá)
NANA (ナナ) é uma série de mangá shoujo escrita e ilustrada por Ai Yazawa (Paradise Kiss). Foi publicada na revista Cookie, através da Shueisha. Duas longa-metragens live-action baseadas na obra foram lançadas em 3 de setembro de 2005 e 9 de dezembro de 2006 respectivamente. A série também recebeu uma adaptação em anime de 47 episódios pelo estúdio Madhouse.

## História
Duas garotas chamadas Nana se encontram em um trem rumo a Tóquio por acaso. Depois de uma série de coincidências, elas acabam vivendo juntas em um apartamento de número 707 ("ナナ, romanizado: nana" significa "sete", em japonês, que é o nome das duas protagonistas). Apesar de terem personalidades e ideais diferentes, as duas acabam se tornando amigas "por obra do destino".

## Mídia

### Mangá
Escrito e ilustrado por Ai Yazawa, os capítulos de NANA foram lançados na revista Cookie em 2000 até junho de 2009, quando a série entrou em hiatus devido a autora estar doente. Yazawa deixou o hospital em abril de 2010 e não especificou se retornaria ao trabalho. Os capítulos foram lançados em 21 volumes tankōbon no Japão pela Shueisha.

### Filmes
Foram feitos dois filmes baseados em NANA: o primeiro, NANA, foi lançado em 3 de setembro de 2005. Ele é estrelado por Mika Nakashima como Nana Osaki e Aoi Miyazaki como Nana Komatsu. O filme foi muito bem nas bilheterias japonesas, arrecadando quatro bilhões de ienes e permanecendo no top 10 por várias semanas. A edição em DVD foi lançada em 3 de março de 2006. A sequência, NANA 2, foi lançada em 9 de dezembro de 2006. Aoi Miyazaki e Ryuhei Matsuda não poderiam reprisar seus papéis como Nana Komatsu e Ren Honjo respectivamente, sendo substituídos por Yui Ichikawa e Nobuo Kyou. Algumas localizações do mangá tiveram que ser mudadas para o filme e houve alterações no enredo.

### Anime
A adaptação em anime de NANA foi feita pelo estúdio Madhouse e dirigida por Morio Asaka. Composta por 47 episódios, foi ao ar no Japão entre 5 de abril de 2006 e 27 de março de 2007. O anime foi adaptado até o 12º volume tankōbon. De acordo com Junko Koseki, o editor de NANA na Shueisha, e Masao Maruyama, presidente da Madhouse, uma segunda temporada possivelmente iria ao ar após a finalização do mangá, entretanto, ele ainda encontra-se em hiato por questões de saúde da mangaká Ai Yazawa.

#### Trilha sonora
- A voz de canto de Nana Osaki é feita por Anna Tsuchiya (ANNA inspi' NANA ~Black Stones~).
- A voz de canto de Reira Serizawa é feita por Olivia Lufkin (OLIVIA inspi' REIRA ~Trapnest~).

Tema de abertura
1. "rose" por ANNA inspi' NANA ~Black Stones~ (eps 1-21)
2. "Wish" por OLIVIA inspi' REIRA ~Trapnest~ (eps 22-36)
3. "Lucy" por ANNA TSUCHIYA inspi' NANA ~Black Stones~ (eps 37-47)

Tema de encerramento
1. "a little pain" por OLIVIA inspi' REIRA ~Trapnest~ (eps 01-08, 10-18, 41)
2. "rose" por ANNA inspi' NANA ~Black Stones~ (ep 9)
3. "Starless Night" por OLIVIA inspi' REIRA ~Trapnest~ (eps 19-29, 42)
4. "Kuroi Namida" (黒い涙) por ANNA inspi' NANA ~Black Stones~ (eps 30-40, 47)
5. "Winter Sleep" por OLIVIA inspi' REIRA ~Trapnest~ (eps 43-44)
6. "Stand By Me" por ANNA TSUCHIYA inspi' NANA ~Black Stones~ (eps 45-46)

Músicas inseridas
1. "zero" NANA ~Black Stones~ por ANNA TSUCHIYA inspi' NANA ~Black Stones~ (ep 4)
2. "Recorded Butterflies" por OLIVIA inspi' REIRA ~Trapnest~ (ep 18)
3. "Shadow of Love" por OLIVIA inspi' REIRA ~Trapnest~ (ep 32)

### Jogo
Um jogo baseado em Nana foi lançado para PlayStation 2 pela Konami em 17 de março de 2005. Um jogo para PlayStation Portable, intitulado Nana: Everything Is Controlled By The Great Demon King!? (ナナ: すべては大魔王のお導き!?, Nana: Subete wa Daimaō no Omichibiki!?) foi lançado em 6 de julho de 2006. Um jogo para Nintendo DS, intitulado Nana: Live Staff Mass Recruiting! Beginners Welcome (ナナ: ライブスタッフ大募集! 初心者歓迎, Nana: Raibu Sutaffu Daiboshū! Shoshinsha Kangei), foi lançado em junho de 2007.

## Recepção
Os volumes 19 e 20 foram o terceiro e quinto mangás mais vendidos de 2008, respectivamente. Os volumes 1 e 2 estão na lista "As Melhores Novelas Gráficas de 2007 para Adolescentes" da YALSA. Os primeiros doze volumes do mangá venderam mais de 22 milhões cópias. Até 2008, foram vendidas mais de 43,600,000. Em 2002, o mangá ganhou o Shogakukan Manga Award na categoria shōjo.